# Серослав (Лодзинське воєводство)
Серослав (пол. Sierosław) — село в Польщі, у гміні Мощениця Пйотрковського повіту Лодзинського воєводства.
Населення — 426 осіб (2011).
У 1975-1998 роках село належало до Пйотрковського воєводства.

## Демографія
Демографічна структура станом на 31 березня 2011 року:
|          | Загалом | Допрацездатний вік | Працездатний вік | Постпрацездатний вік |
| -------- | ------- | ------------------ | ---------------- | -------------------- |
| Чоловіки | 225     | 51                 | 152              | 22                   |
| Жінки    | 201     | 33                 | 108              | 60                   |
| Разом    | 426     | 84                 | 260              | 82                   |